# エナメル紡錘
エナメル紡錘（エナメルぼうすい）はエナメル象牙境（英語: Dental-enamel junction）からエナメル質に向けて伸びる短い、線状の欠陥であり、咬頭（英語: Cusp (anatomy)）頂付近に多く見られる。
エナメル質形成前及び形成中に、エナメル芽細胞の間に取り込まれた象牙芽細胞によって作られた象牙細管であり、エナメル葉のようにエナメル質表層から内側に向かうことや、エナメル叢のように小さく、枝分かれすることはない。。
エナメル紡錘に関する記述は、すでに1845年にはLessing によって報告されているが、1878年にBödeckerによって付けられた紡錘(spindle)という名称が現在では用いられている。